# 11444 Пешехонов
11444 Пешехонов (11444 Peshekhonov) — астероїд головного поясу, відкритий 31 серпня 1978 року.
Тіссеранів параметр щодо Юпітера — 3,557.